# 福格特效应

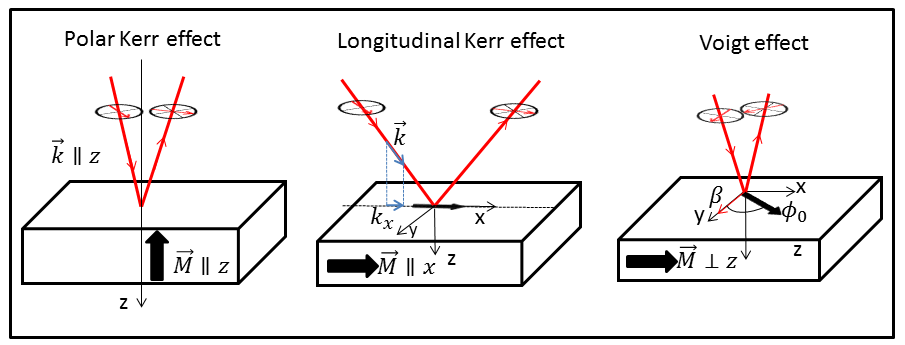
极性克尔效应，纵向克尔效应，和福格特效应的示意图

福格特效应（英語：Voigt effect）是指当光通过受横向（与光传播方向垂直）磁场作用的气体时发生双折射的现象，它是福格特于1902年发现的。福格特效应是一种磁双折射的磁光现象。其产生的根源和法拉第效应的相似；但法拉第效应产生光偏振转动的大小和外加介质磁场的大小成正比；而福格特效应所产生的折射率变化则和横向磁场大小成平方关系。福格特效应的應用有原子线滤波器等。
福格特效应以德国物理学家 Woldemar Voigt 的名字命名，他于1898年首次描述了它。